# UCL Skårup Seminarium
University College Lillebælt Skårup seminarium (tidligere Skårup Statsseminarium og Skårup Seminarium, Svendborg) var et dansk kombineret lærer- og pædagogseminarium lige sydøst for Skårup Kirke i Skårup på Sydfyn 1803-2010. I de sidste to år var seminariet en del af University College Lillebælt (UCL), 2008-10, da UCL lukkede Skårup Seminarium pga. dårlig økonomi.
Seminariets 3-længede hovedbygning blev fredet i 1945.

## Historie
Skårup Seminarium blev oprettet ved kongeligt reskript af 3. juni 1803 som et såkaldt præstegårdsseminarium. At det var et præstegårdsseminarium betyder, at den lokale præst samtidig var leder af seminariet. Seminariet begyndte sin virksomhed 5. oktober samme år i den østlige sidebygning af præstegården hos amtsprovst P.A. Wedel (død 1842), der var den egentlige stifter af seminariet. Den daværende præstegård er ikke bevaret. Der blev optaget 12 seminarister ved optagelsesprøve til det første hold, der startede 1. november.
Undervisningen omfattede i begyndelsen 11 såkaldte "videnskaber" foruden havedyrkning og musik, og blev udvidet med gymnastikundervisning i 1806. I 1807 blev læreplanen udvidet med tysk, dels af hensyn til kommunikationen med de kystboende og søens folk, dels af hensyn til seminariets stilling over for hertugdømmerne.
I 1835 var Wedel blevet 70 år og havde ledet seminariet i over 30 år. Man har ment det nødvendigt, at en ny mand kom til at lede den omorganisation, der skulle gøre seminariet til en mere selvstændig institution. Ved sin afgang som seminarieforstander blev han hædret med Dannebrogskorset og fik rang som biskop. Efter Wedels afsked blev Didrik August Holberg konstitueret leder i 1835.
I 1836 fik seminariet sin egen bygning på en to tdr. stort jordlod ved siden af præstegården. Den blev bygget i røde tegl. Der blev ved bygningen anlagt en stor seminariehave, der var en del af undervisningen. Ved haven blev anlagt en gymnastikplads og et gymnastikhus.
I 1850 opgav Holberg sin stilling for at overtage præstekaldet i Nørre Aaby Indslev. Samme år blev han blev valgt ind i Landstinget. Efter Holberg overtog Jens Christoffer Schurmann posterne som forstander for seminariet og sognepræst. Han var forstander til sin død i 1891. I 1894 blev præste- og forstandergerningen delt i to, og der blev bygget en forstanderbolig i seminariehaven.
Hovedbygningens oprindeligt hvide facade blev kalket gul i 1920. I 1931-32 skete der en udvidelse af hovedbygningen og sidefløjene. Sidstnævnte var opført med få års mellemrum omkring år 1900. I 1964 blev komplekset udvidet mod vest til mere end det dobbelte areal med undervisningslokaler, festsal og pedelbolig. Fra 1966 fik seminariet en øvelsesskole, i dag Skårup Skole.
I 2001 blev alle statsseminarier nedlagt og omdannet til selvejende institutioner.[kilde mangler]
I 2008 blev pædagoguddannelsen en del af Skårup seminarium. Samtidigt blev seminariet en del af University College Lillebælt.
I 2009 introducerede seminariet en ny profil, der skullle gøre samarbejdet mellem de to uddannelser stærkere. Derfor blev en del fag skåret fra for at undgå specialisering.
I 2010 lukkede læreruddannelsen og pædagoguddannelsen på grund af dårlig økonomi, og de studerende blev overført til Odense.

## Fag

### Sløjd
Sløjd blev indført på Skårup Seminarium i 1902, da en nyindrettet sløjdsal kunne indvies. Indtil 1978 var der to sløjdretninger i Danmark, og af disse fulgte man i Skårup Askov Skolesløjd. Forstander Th. Egebæk var askovsløjder til fingerspidserne og i en årrække formand for Sløjdforeningen af 1902 og redaktør af Sløjdbladet, begge i askovregi. Af seminariets sløjdlærere må nævnes Ejvind Madsen (født 1909), Theodor V. Nielsen (født 1935) (lærer i sløjd og skrivning 1973-2003) og Ove Eskildsen.

## Forstandere
- 1803-1842 P.A. Wedel
- 1842-1850 D.A. Holberg
- 1851-1891 J.C. Schurmann (1812-1891)
- 1891-1894 C. F. Skouboe
- 1894-1915 J.F.L. Klingemann
- 1915-1929 Edvard Larsen
- 1930-1950 Th. Egebæk (1883-1971)

## Rektorer
- 1950-1972 Gunnar Schmidt-Nielsen[10]
- 1972-1996 Jens Peder Jensen
- 1996-2003 Bjarne Møller Jørgensen
- 2003-2008 Jørgen Knudsen (fra 2007 studierektor)

## Studierektorer
- 2008-2010 Åge Nipper

## Kendte elever dimitteret fra Skårup
- 1827 Niels Kjærbølling (1806-1871)
- 1858 Emil Rostrup (1831-1907)
- 1873 K.M. Klausen (1852-1924)
- 1901 G.J. Arvin (1880-1962)
- 1902 Johannes Brøndum-Nielsen (1881-1977)
- 1916 Gunnar Galatius (1888-1975)
- 1918 Thomas Peter Hejle (1891-1952)
- 1936 Poul Vynne (1906-1971)
- 1949 Karl Otto Meyer (1928-2016)
- 1957 Kurt Bay-Petersen (f. 1935)
- 1982 Anders Bondo Christensen (f. 1959), formand for Danmarks Lærerforening (2002-2020)[11]